# Кинякин, Сергей Иванович
Серге́й Ива́нович Киня́кин (6 октября 1961, Саровка, Томская область) — советский и белорусский гребец, выступал за сборные СССР, СНГ и Беларуси по академической гребле в 1980-х — 1990-х годах. Четырёхкратный чемпион мира, многократный победитель республиканских и всесоюзных регат, участник трёх летних Олимпийских игр. На соревнованиях представлял Вооружённые силы, заслуженный мастер спорта СССР (1987).

## Биография
Сергей Кинякин родился 6 октября 1961 года в посёлке Саровка Колпашевского района Томской области. Активно заниматься академической греблей начал в раннем детстве, во время службы в армии проживал в Минске и выступал за местный спортивный клуб Вооружённых сил.
На взрослом международном уровне дебютировал в сезоне 1982 года, когда попал в основной состав советской национальной сборной и побывал на чемпионате мира в швейцарском Люцерне, где занял одиннадцатое место в программе безрульных двоек. Год спустя на мировом первенстве в немецком Дуйсбурге финишировал в той же дисциплине седьмым. Настоящая известность пришла к нему в 1986 году на чемпионате мира в английском Ноттингеме, здесь со своей парной четвёркой он обогнал всех соперников и завоевал золотую медаль. В следующем сезоне на соревнованиях в Копенгагене защитил чемпионский титул — за это выдающееся достижение удостоен почётного звания «Заслуженный мастер спорта СССР».
Благодаря череде удачных выступлений в 1988 году Кинякин удостоился права защищать честь страны на летних Олимпийских играх в Сеуле — вместе с напарниками по безрульной четвёрке Павлом Крупко, Александром Заскалько и Юрием Зеликовичем был близок к призовым позициям, но в итоге занял четвёртое место, немного не дотянув до бронзовой медали.
На чемпионате мира 1989 года, прошедшем на Бледском озере в Югославии, занял в парных двойках седьмое место. В 1990 году на первенстве мира в Тасмании вновь стал чемпионом, одержав победу в программе парных четвёрок. Ещё через год взял бронзу на этапе Кубка мира в Италии и съездил на чемпионат мира в Вену, где в четвёртый раз в своей карьере добился звания чемпиона среди парных четырёхместных экипажей. Позже прошёл отбор в так называемую Объединённую команду, созданную из спортсменов бывших советских республик для участия в Олимпийских играх 1992 года в Барселоне. С командой, куда также вошли гребцы Валерий Досенко, Николай Чуприна и Гиртс Вилкс, сумел дойти до финала, тем не менее, в решающем заезде финишировал только седьмым.
После окончательного распада Советского Союза Сергей Кинякин ещё в течение нескольких лет выступал за сборную Беларуси и впоследствии принял участие во многих крупных международных регатах. Так, в 1993 году в четвёрках он занял десятое место на чемпионате мира в чешском городе Рачице, в 1995 году был двадцать седьмым в двойках на мировом первенстве в финском Тампере. Будучи одним из лидеров белорусской национальной сборной, отправился на Олимпиаду 1996 года в Атланту, где при участии таких гребцов как Константин Белевич, Сергей Тарасевич, Олег Соломахин и Денис Табако, участвовал в утешительном финале «Б» и расположился на одиннадцатой строке итогового протокола. Вскоре после этих олимпийских соревнований принял решение завершить карьеру профессионального спортсмена, уступив место в сборной молодым белорусским гребцам.